# Glavna stran
V slovenščini smo napisali že 193.910 člankov.
- Napiši članek
- Pomoč
- Vsebina

## Izbrani članek
Epilepsija je skupina kroničnih nevroloških motenj, za katere so značilni ponavljajoči se epileptični napadi. Napadi lahko variirajo od zelo kratkih in skoraj neopaznih do dolgih obdobij zelo močnega tresenja. Povzročijo lahko poškodbe, bodisi neposredno, na primer zlome kosti zaradi padca, bodisi posredno, če oseba zaradi napada povzroči nesrečo. Epileptični napadi se po navadi ponavljajo in nimajo nekega osnovnega vzroka, posamezni napadi, ki se pojavijo zaradi posebnega vzroka, pa ne veljajo za epileptične.
Mehanizem, ki povzroči epileptični napad, so nenormalne, čezmerne in usklajene razelektritve živčnih celic v možganski skorji. Razlog za ta pojav je pri večini primerov epilepsije neznan, nekateri primeri pa se razvijejo kot posledica poškodbe možganov, možganske kapi, možganskega tumorja, okužbe možganov ali prirojene okvare. Majhen delež primerov neposredno povezujejo z znanimi genskimi mutacijami. Pri diagnozi se poskuša izključiti morebitne druge dejavnike, ki bi lahko povzročili podobne simptome, in ugotoviti, ali je bil prisoten kateri od drugih možnih vzrokov za napade. Epilepsijo ima okoli 10.000 ljudi v Sloveniji in okoli 51 milijonov ljudi na svetu.

Preberite več ...
Vsi izbrani članki
Kronološki arhiv
Predlagaj izbrani članek
Urejanje predloge

## Na današnji dan
19. julij: dan mučenikov v Mjanmaru
- 711 – Omajadska vojska je  na Iberskem polotoku premagala Vizigote.
- 1903 – Maurice Garin je zmagal na prvi dirki Tour de France.
- 1943 – Zavezniki so prvič bombardirali Rim.
- 1976 – V Nepalu so odprli narodni park Sagarmatha (na sliki).

17. julij – 18. julij – 20. julij – 21. julij

Arhiv
Več obletnic
Okrogle obletnice
Urejanje predloge

## V novicah
- Astronomi so objavili odkritje kometa 3I/ATLAS (na sliki), medzvezdnega objekta, ki potuje skozi naše Osončje.
- Mednarodno kazensko sodišče je izdalo nalog za prijetje talibanskih voditeljev Hajbatula Ahundzada in Abdula Hakima Hakanija zaradi zatiranja žensk v Afganistanu.
- Poplave v osrednjem Teksasu v Združenih državah Amerike so zahtevale najmanj 130 življenj.
- Slovenija je postala polnopravna članica Evropske organizacije za jedrske raziskave (CERN).

- Vojna v Gazi
- Ruska invazija na Ukrajino
- Sudanska državljanska vojna (2023–danes)
- Expo 2025

Nedavne smrti:
Alan Bergman (99), ameriški filmski skladatelj;
Felix Baumgartner (56), avstrijski padalec;
Janez Aljančič (87), slovenski arhitekt in športni funkcionar;
Franc Uršič Pišta (93), slovenski režiser;
Drago Kastelic (90), slovenski igralec;
Muhamadu Buhari (82), nekdanji nigerijski predsednik;

Arhiv
Sodelujte
Urejanje predloge

## Ste vedeli, da ...?
- ... so Habsburžani imeli tudi naziv burgundskih vojvod (na sliki grb);
- ...  je Saša Frelih - Mišo več desetletij deloval kot hišni organist v Cankarjevem domu;
- ... v sezoni 2022 zaradi svetovnega prvenstva v nogometu ni bilo dirke za veliko nagrado Katarja;
- ... lahko traja razvoj borove lubne stenice tudi do tri leta;
- ... je bila Jelena Dimitrijević prva Srbkinja sodobne dobe, ki je pisala potopisno prozo?

Več zanimivosti
Vsi novi članki
Predlagaj vnos
Urejanje predloge

## Izbrana slika
Avtor fotografije: Petar Milošević

Vse izbrane slike
- Predlagaj izbrano sliko
- Uredi predlogo

## Osnovne kategorije
|  | Naravoslovje: Astronomija (portal) • Biologija (portal) • Fizika • Geografija • Geologija • Kemija • Matematika                                                                                     |
|  | Družboslovje: Arhitektura • Ekonomija • Filozofija • Zgodovina (portal) • Jezikoslovje • Pedagogika • Pravo • Psihologija • Sociologija • Teologija                                                 |
|  | Tehnika: Promet • Informatika • Komunikacije • Trgovina • Industrija • Vojaštvo • Zdravstvo • Kmetijstvo                                                                                            |
|  | Kultura in družba: Gledališče • Film • Fotografija • Kulinarika • Glasba • Ljudje • Književnost (portal) • Mitologija • Religija • Politika • Šport (portal) • Ples • Turizem • Umetnost • Konjički |

Vse kategorije
A–Ž
Seznami
Kronologija
Več o kategorizaciji vsebin
Temeljna kategorija
Vsi portali
Po glavnih temah

## O Wikipediji
Wikipedija je prosta spletna enciklopedija, ki nastaja s sodelovanjem stotisočev prostovoljcev z vsega sveta s pomočjo wikiprogramja. Članke lahko prispeva vsakdo brez registracije.
Projekt se je začel 15. januarja 2001. Wikipedija trenutno vsebuje več kot 65,2 milijonov geselskih člankov v več kot 300 različnih jezikih. 
Slovenska Wikipedija je nastala 26. februarja 2002. Od tedaj smo napisali 193.910 člankov.

## Pomoč
- Uvod v urejanje — navodila za prispevanje k Wikipediji
- Pod lipo — osrednja pogovorna stran Wikipedije
- Portal skupnosti — oglasna deska, projekti, viri in dejavnosti v Wikipediji
- Orakelj — forum, kjer poskušamo odgovoriti na vsakršna enciklopedična vprašanja
- Obvestila — stran, namenjena obveščanju o razvoju Wikipedije
- Pravila in smernice
- Najpogostejša vprašanja (FAQ)
- Forum za pomoč — vprašanja o urejanju Wikipedije
- Orodja — pripomočki za delo v Wikipediji

## Skupnost
Na slovenski Wikipediji je prijavljenih 243.384 uporabnikov, od tega 
je 288 dejavnih. Vsi uporabniki so prostovoljci, ki prispevajo k različnim tematskim sklopom. Oglejte si najboljše, kar smo ustvarili.
Obiščite naš vodič za začetnike in portal skupnosti in ugotovite, kako lahko pomagate. Veseli bomo, če boste prispevali manjkajoče članke ali slikovno gradivo. Urejanje strani lahko preizkušate v peskovniku. Konstruktivne razprave in komentarji na vsebino člankov so vedno dobrodošli. Uporabite pogovorne strani za izmenjavo mnenj in opozarjanje na pomanjkljivosti v vsebini člankov.
Obstaja več načinov, da stopite v stik z nami. Neformalna skupnost wikipedistov se občasno srečuje v živo, večina pogovorov pa se odvija pod lipo.

## ProjektiFundacije Wikimedia
| Wikipedija              | Wikipedija Prosta enciklopedija            | Wikislovar          | Wikislovar Slovar in besednjak                              | Wikimedijina zbirka    | Wikimedijina zbirka Predstavnostno gradivo |
| Wikivir                 | Wikivir Prosta knjižnica in arhiv          | Wikiverza           | Wikiverza Študijsko gradivo in dejavnosti                   | Wikipodatki            | Wikipodatki Zbirka podatkov                |
| Wikinavedek             | Wikinavedek Zbirka navedkov                | Wikinovice          | Wikinovice Proste novice                                    | Wikifunkcije           | Wikifunkcije Prosta programska koda        |
| Wikiknjige              | Wikiknjige Pisanje prostih knjig           | Wikipotovanje       | Wikipotovanje Vodnik za potovanja                           | Wikivrste              | Wikivrste Imenik bioloških vrst            |
| Organizacijski projekti |                                            |                     |                                                             |                        |                                            |
| Meta-Wiki               | Meta-Wiki Usklajevanje projektov Wikimedie | Fundacija Wikimedia | Fundacija Wikimedia Odnosi fundacije z javnostjo            | Wikimanija             | Wikimanija Mednarodne konference           |
| Tehnični projekti       |                                            |                     |                                                             |                        |                                            |
| MediaWiki               | MediaWiki Programska oprema wikispletišč   | Fabrikator          | Fabrikator Poročanje o hroščih in predlaganje novih funkcij | Wikimedijina orodjarna | Wikimedijina orodjarna Statistična orodja  |